# 2009 في باكستان
فيما يلي قوائم الأحداث التي وقعت خلال عام 2009 في باكستان.

## سياسة

### انتهاء فترة المنصب
- 1 يناير – سميع الحق عضو مجلس الشيوخ الباكستاني.

## مواليد

### يناير
- 1 يناير – أيان قريشي مبرمج باكستاني.

## وفيات

### أغسطس
- 5 أغسطس – بيت الله محسود (مواليد 1974) سياسي باكستاني.

### سبتمبر
- 20 سبتمبر – يوسف خان (مواليد 1929) ممثل باكستاني.

### نوفمبر
- 20 نوفمبر – غلام مصطفى جاتوي (مواليد 1931) سياسي باكستاني.[1]